# Criză de identitate (Star Trek: Generația următoare)
„Criză de identitate” (titlu original: „Identity Crisis”) este al 18-lea episod din al patrulea sezon al serialului TV american științifico-fantastic Star Trek: Generația următoare și al 92-lea episod în total. A avut premiera la 25 martie 1991.
Episodul a fost regizat de Rick Kolbe după un scenariu de Brannon Braga bazat pe o poveste de Timothy De Haas.

## Prezentare
Geordi La Forge se transformă într-o creatură extraterestră cu un puternic instinct de a se întoarce pe planeta sa natală.

## Actori ocazionali
- Patti Yasutake - Alyssa Ogawa
- Maryann Plunkett - Susanna Leijten
- Dennis Madalone - Hendrick
- Mona Grudt - Graham
- Amick Byram - Paul Hickman
- Paul Tompkins - Anthony Brevelle